# Joan Pedrola
Joan Pedrola (Barcelona, 24 d'abril de 1990) és un model i actor català. Ha treballat amb Emporio Armani, Dolce & Gabbana o Moschino. Ha desfilat a la Mercedes-Benz Fashion Week Madrid i a MFShow Men, també ha aparegut en diversos editorials i campanyes de moda.

## Carrera

### Modelatge
Joan Pedrola va començar en el món de la moda amb 20 anys. El 2009 signa un contracte amb Major Model Management. La seva primera campanya va ser per a un anunci de la marca Dolce & Gabbana, fotografiat per Mario Testino. Va participar en el seu primer anunci de televisió per al perfum «212 VIP» de Carolina Herrera. Ha desfilat en espectacles de moda de Nova York, Milà i París per a dissenyadors com Thierry Mugler, Roberto Cavalli, Prada, Dolce & Gabbana, Issey Miyake, Raf Simons, Michael Bastian, Michael Kors o Versace.

### Carrera interpretativa
El 2017 es va endinsar en el món de la interpretació, formant-se a l'escola Eolia de Barcelona, la seva ciutat natal. El seu primer paper va ser per al curtmetratge d'Ernest Desumbila Blood Metal Revenge el 2019. També ha participat en funcions de teatre de l'escola on va realitzar els seus estudis, com l'obra L'últim dia al món. El 2021 va participar episòdicament en la sèrie de televisió de Netflix El inocente. A més, es va confirmar el seu fitxatge per protagonitzar Bienvenidos a Edén, també de Netflix, juntament amb Belinda, Ana Mena o Amaia Salamanca. Mesos després, es va anunciar la seva participació a la d'Atresplayer Premium La edad de la ira.